# Nicolae Dică
Nicolae Dică es un entrenador rumano, nacido el 9 de mayo de 1980. Actualmente es el segundo entrenador de la selección de Rumania.

## Carrera como jugador
Su primer equipo fue el Dacia Pitești. Era un jugador dotado de una técnica admirable, con características muy finas y poco explosivas, pero con resultados altamente efectivos, principalmente en media distancia.
En mayo de 2008 fue transferido al Calcio Catania por 2 millones. En junio de 2009, fue prestado al Iraklis Thessaloniki de Grecia. En enero de 2010, fue prestado por 6 meses al CFR Cluj de Rumania. En julio de 2010 fue prestado al Manisaspor de Turquía. En enero de 2011, firmó un contrato por un año con el Steaua de Bucarest, el equipo donde consiguió sus mayores logros. 

## Clubes como jugador
| Club                          | País    | Año         |
| ----------------------------- | ------- | ----------- |
| Dacia Pitești                 | Rumania | 1998 - 2000 |
| FC Argeș                      | Rumania | 2000 -2004  |
| FC Steaua Bucarest            | Rumania | 2004 - 2008 |
| Calcio Catania                | Italia  | 2008 - 2010 |
| Iraklis Thessaloniki (cedido) | Grecia  | 2009 - 2010 |
| CFR Cluj (cedido)             | Rumania | 2010        |
| Manisaspor (cedido)           | Turquía | 2010        |
| Steaua de Bucarest            | Rumania | 2011        |
| CS Mioveni                    | Rumania | 2011        |
| Viitorul Constanța            | Rumania | 2012 - 2014 |

## Clubes como entrenador
| Club                          | País    | Año         |
| ----------------------------- | ------- | ----------- |
| FC Steaua Bucarest (interino) | Rumania | 2015        |
| Argeș Pitești                 | Rumania | 2015 -2017  |
| FC Steaua Bucarest            | Rumania | 2017 - 2019 |

## Palmarés
- Liga rumana: 2005; 2006; 2010.
- Copa de Rumania: 2010; 2011.
- Supercopa de Rumania: 2006.

- Datos: Q431610
- Multimedia: Nicolae Dică / Q431610